# Hallaxa chani
Hallaxa chani är en snäckart som beskrevs av Terrence M. Gosliner och Williams 1975. Hallaxa chani ingår i släktet Hallaxa och familjen Actinocyclidae. Inga underarter finns listade i Catalogue of Life.